# Obere Niederaudorfer Waldalm
Die Obere Niederaudorfer Waldalm (auch: Niederaudorfer Alm) ist eine Alm im Ortsteil Niederaudorf der Gemeinde Oberaudorf.
Drei Almhütten der Oberen Waldalm stehen unter Denkmalschutz und sind unter der Nummer D-1-87-157-108 in die Bayerische Denkmalliste eingetragen.

## Baubeschreibung
Bei den drei denkmalgeschützten Gebäuden auf der Oberen Waldalm handelt es sich um Holzbauten auf Steinsockeln mit Sattel- und Flachsatteldächern aus dem Jahr 1858.

## Heutige Nutzung
Die Almflächen sind bestoßen, Abfahrten des Skigebiets am Sudelfeld verlaufen teilweise über diese Flächen. Ein Gebäude auf der Oberen Waldalm ist als „Schindelberger Alm“ bewirtschaftet.

## Lage
Die Obere Waldalm befindet sich am Unteren Sudelfeld im Mangfallgebirge auf einer Höhe von 1050 m ü. NN.